# Vratislav Rubeš
Vratislav Rubeš (* 19. května 1966 Slaný) je český politik, v letech 2020 až 2024 zastupitel Středočeského kraje, od roku 2002 starosta obce Žižice.

## Život
Mezi jeho koníčky patřilo řízení fotbalových utkání, u něj vydržel 17 let. V roce 2014 byl zvolen předsedou kladenských rozhodčích. Pozici předsedy vykonával 3 roky, z funkce odstoupil v roce 2017.
Od roku 2015 je předsedou Dobrovolného svazku obcí Terra Prosperita. V roce 2018 se stal členem představenstva Dobrovolného svazku obcí Vodohospodářského sdružení obcí Slánské oblasti.

## Politické působení
V komunálních volbách v roce 2002 byl zvolen do zastupitelstva obce Žižice a stal se starostou obce. Po 18 letech v obecní politice se posunul i do politiky krajské.
V krajských volbách v roce 2020 byl jako nestraník za hnutí ANO zvolen zastupitelem ve Středočeském kraji. Působil jako člen Výboru pro životní prostředí a zemědělství a člen Komise pro spolupráci s městy a obcemi. Mandát mu skončil po krajských volbách v roce 2024, jelikož již nekandidoval.

### Články
1. HUSÁROVÁ, Kateřina Nič. V Žižicích byl otevřen nový domov pro seniory. Kladenský deník [online]. 2019-10-24. Dostupné online.
2. HUSÁROVÁ, Kateřina Nič. Cyklostezka už je na papíře. Kladenský deník [online]. 2016-09-09. Dostupné online.
3. HORÁK, Tomáš. Žižice oslavily 700 let od založení. PrahaTV [online]. 2018-09-24. Dostupné online.
4. KÁNINSKÁ, Jana. Ministr dopravy Pavel Dobeš slíbil Slanému 47 milionů na obchvat. Rozhlas Region [online]. 2011-11-14. Dostupné online.
5. HUSÁROVÁ, Kateřina Nič. Slaňáci peníze na přípravu obchvatu dostanou. Kladenský deník [online]. 2011-11-14. Dostupné online.